# Skorynicze (osiedle)
Skorynicze, także Nowe Skorynicze (biał. Скарынічы, także Новыя Скарынічы, ros. Скориничи, Новые Скориничи) – osiedle na Białorusi, w obwodzie mińskim, w rejonie mińskim, w sielsowiecie Siennica.